# Geld oder Liebe (Film)
Geld oder Liebe (englisch Let’s Live a Little, etwa für ‚Jetzt wird erstmal gelebt‘) ist eine US-amerikanische Filmkomödie unter Regie von Richard Wallace mit Hedy Lamarr und Robert Cummings in den Hauptrollen. Der Film wurde von United California Productions produziert. Die Premiere des Films fand am 9. Dezember 1948 in New York statt. In der Bundesrepublik Deutschland wurde er am 3. März 1991 im deutschen Fernsehen ausgestrahlt.

## Handlung
Der Werbefachmann Duke Crawford hat Probleme, die Unternehmerin Michele Bennett, seine ehemalige Freundin, zur Unterzeichnung eines Auftrages zu bringen. Michele will nur unterschreiben, wenn Duke ihren Avancen nachgibt. Dukes Chef James Montgomery erlöst ihn mit einem anderen Auftrag. Duke soll eine Werbekampagne für das neue Buch der Psychologin Dr. J. O. Loring erarbeiten.
Auf dem Weg zur neuen Kundin rasiert sich Duke in einem Taxi mit einem Elektrorasierer, doch leider schafft er nur die halbe Rasur und steht mit einem halben Schnauzbart vor der Tür der Psychologin. Zu seiner Überraschung ist Dr. Loring attraktiv und bevorzugt den Namen Jo. Sofort will er ihr beweisen, dass Küsse von Frauen ihn betäuben und küsst sie. Jo stellt ihm ihr neues Buch vor, das von Stressabbau handelt und den Titel Let’s Live a Little trägt. Trotz allem hat Duke in der Nacht Probleme, Schlaf zu finden. Am nächsten Tag erklärt Jo Duke, dass er Michele, wenn er sie zur Unterzeichnung des Vertrages bringen will, ihre Sehnsucht nach Champagner, einem Walzer und Zärtlichkeit erfüllen muss. Duke lädt Michele in einen Nachtclub ein. Auch Jo ist dort und beobachtet, zusammen mit dem befreundeten Chirurgen Dr. Field, ihren Patienten. Michele bemerkt, dass sich Duke und Jo ineinander verlieben. Als sie in einer Torte den Geschäftsvertrag an Stelle des von ihr erwarteten Ehevertrages findet, schüttet sie verärgert ihren Drink in Dukes Gesicht. Der Schock lässt Duke in einen Zustand verfallen, in dem er Werbeslogans rezitiert. Mit Hilfe von Field bringt Jo Duke zu einem Haus an einen See und unternimmt mit ihm eine Kanufahrt im Mondschein. Duke kommt wieder zu sich und will durch einen Kuss prüfen, ob er seinen Frauenhass verloren hat.
Zurück in New York erstellt der vor Energie sprühende Duke eine erfolgreiche Radiowerbung für Jos Buch. In einem Interview schildert Jo, wie einer ihrer Patienten seinen Nervenzusammenbruch überwinden konnte, indem er sich in seine Ärztin verliebte, die seine Liebe jedoch nicht erwidert. Der Gedanke, dass er als Versuchskaninchen für ein psychologisches Experiment missbraucht wurde, macht Duke wütend. Er will Jo vergessen und sich mit Michele versöhnen. Als Jo kurze Zeit später in der Zeitung eine Heiratsannonce von Duke und Michele liest, erleidet sie selber einen Nervenzusammenbruch. Field bringt Jo zu dem Haus am See, um sie von ihrer Sehnsucht nach Duke zu befreien. Er macht ihr einen Antrag, doch Jo kann nur an Duke denken und weist ihn ab.
Während Michele sein Appartement umdekoriert, erhält Duke einen Anruf von Field. Der macht ihm Vorwürfe, dass er Jo in seiner Kampagne derart ins Rampenlicht gestellt habe. Nun würde er sich um sie kümmern. Sofort macht sich Duke auf den Weg zum Haus am See. Dort kann er Jo umarmen und sie überzeugen, dass seine Küsse echt sind.

## Entstehung
United California Productions wurde von Robert Cummings und Eugene Frenke gegründet, die hier ihr Debüt als Produzenten gaben. Die Kosten des Films beliefen sich auf ca. 1,1 US-Millionen Dollar, was heute in etwa 12,4 Millionen US-Dollar entspricht. Gedreht wurde der Film von Anfang Februar bis Mitte März 1948. Howard W. Koch arbeitete als Regieassistent. In kleinen nicht im Abspann erwähnten Nebenrollen traten Murray Alper, Billy Bevan, Curt Bois, John Dehner, Bess Flowers, Byron Foulger, Lucien Littlefield, Kathleen O’Malley, Lillian Randolph und Frank Wilcox auf.

## Kritiken
„Nach beachtlichem Anfangstempo entwickelt sich eine bemühte Komödie, die in erster Linie von Situationskomik getragen wird.“

Der Kritiker der The New York Times bemängelte, dass Lamarr, Cummings und Sten eher bereitwillige als fähige Darsteller der vagen Komödie seien. Dies liege zum größten Teil am Misserfolg der Autoren, ihnen wirklich pikante Situationen und Dialoge zu liefern. Das Bemühen der Darsteller ist aber bemerkbar und sichert ihnen die Sympathien der Zuschauer.
In einer Filmbesprechung des Zeughauskinos im Deutschen Historischen Museum in Berlin schrieb der Autor, der Film sei eine Persiflage auf die Welle der damals populären Psychoanalysefilme im Allgemeinen und auf Alfred Hitchcocks Ich kämpfe um dich im Besonderen. Seine Bissigkeit gewinne er daraus, dass er kein populäres Psychoanalyse-Stereotyp auslässt, das in anderen Filmen zu ernsthaften Handlungswechseln werde.